# Vidjaya
Vijaya o Vidjaya I o Wijaya I (singalès: විජය කුමරු; 543 aC - 504 aC) va ser el primer governant de l'illa de Ceilan, d'una dinastia indo-ària mítica.
D'acord amb el Mahavamsa, Suppadevi, la seva àvia, era la filla del rei de Vanga (Bengala) i va fugir de la seva terra per arribar a la regió de Lala o Lada o Lai, el Gujarat modern, on es va unir amb un lleó (Sinha, pronunciació Singh), que es diu és l'altre nom de Lanka en singalès. Va tenir un fill i una filla i quan el primer tenia 16 anys, Suppadevi va abandonar a Sinha i va tornar a Bengala amb el els seus dos fills. Sinha els va perseguir i va terroritzar els pobles buscant als fugitius. El fill Sinhabahu (Matador del lleó) finalment va matar a Sinha. Llavors Sinhabahu (també Sinhala) va renunciar a ser rei de Vanga i va deixar aquestes terres per tornar a la seva terra natal Lada al Gujarat on va fundar la nova ciutat de Sinhapura. Alli va tenir diversos fills entre els quals el príncep Vidjaya (Wijeya, Vijaya, Wijaya etc.) que fou el gran; quan aquest va arribar a l'edat el seu pare el va nomenar rei subordinat, però tant ell com els seus companys foren tan violents, irrespectuós i irresponsable que a causa de les seves males accions van ser expulsats de la ciutat.
El príncep es va fer a la mar i va anar a parar a Supparaka, un famós port de la costa oest de l'Índia (conegut com a Sopara o Surat, al nord de Bombai) on els natius es van mostrar hostils i va haver de reembarcar; i després va arribar a Ceilan on va fundar Tambapanni. Es diu que el príncep va fundar Tambapanni el dia en què va morir Buda.
La terra estava habitada pels yakkha (literalment "dimonis" però en realitat serien els veddehs), i la seva reina, Kuveni (de fet la filla d'un dels reis) va fer presoners als companys del príncep, però va ser convençuda per ell per alliberar-los. Ella va esdevenir la seva amant i el va ajudar a introduir-se en les corts dels reis. Convidats a l'enllaç matrimonial del rei Kalasena a Sirivattha amb la filla del rei de Lankapura, van aprofitar la cerimònia per matar el rei i a la noblesa dels dos regnes (el mahavansa diu que foren assassinats tots els seguidors "dimonis" dels reis. Llavors va sotmetre el districte. Vidjaya volia coronar-se rei i va demanar llavors al rei Pandava de Madurai una reina pertanyent a la casta dels Kshatriyas (guerrers); per casar-se amb ella va haver de forçar la sortida de Kuveni de palau per deixar lloc a aquesta altra dona, tot i l'ajuda que la princesa li havia donat fins aleshores. Vidjaya li va oferir a Kuveni una ciutat a la seva elecció en tot el regne i li va prometre mantenir-la; la princesa, orgullosa, ho volia rebutjar però va haver d'acceptar i va triar Lankapura on al cap d'un temps fou reconeguda allí i morta per evitar noves traïcions. La filla del rei Pandava, que casualment es deia Wijeya va arribar a Ceilan amb 80 nobles i els dos foren coronats com a rei i reina-consort.
Va regnar amb encert i justícia durant 38 anys que va dedicar a consolidar el seu poder. La seva capital fou Tammana o Tammana Nuwara (o Tambapanni) que havia fundat allí on havia desembarcat. Vidjeya no va tenir fills amb la reina pandava i quan va arribar l'hora de designar successor va consultar als seus ministres i d'acord amb aquests va convidar a anar al país al seu germà Summitta, però el rei Vidjaya va morir abans que la carta arribés al seu destí. Summitta va rebre la carta però no podia acceptar el tron perquè havia succeït en el tron (al Gujarat) al seu pare Sinhabahu, però va decidir enviar el seu fill jove de nom Panduvasa (Panduvasadeva). Fins que aquest fos major i pogués anar a Ceilan es va decidir que governarien els ministres sota la direcció del seu cap Upatissa.